# 雜食鳥屬
杂食鸟属（学名：Omnivoropteryx，意为“杂食性的翼”）是种原始的鸟翼类，化石发现于中国早白垩世九佛堂组。描述者史蒂芬·泽卡斯和季强称，该属标本与会鸟非常类似但耻骨较长，且鉴于会鸟未有颅骨发现，故不认为两者是同物异名。后来发现的杂食鸟颅骨证明两者确实非常相像，可能使杂食鸟成为会鸟的次异名而遭到弃用。。

## 分类
泽卡斯与季强创建了杂食鸟目和杂食鸟科来包含该属，尽管部分学者不承认仅含一个属的分类群。如保罗·塞里诺认为杂食鸟科不仅多余且未有系统发生学定义，因此是一个无效的科。
杂食鸟展现出一个特化与普遍特征的有趣组合：腿很短，非常适合树栖，翅膀则很长，表明其无需奔跑或跳跃就能飞到空中。另一方面，其颅骨存在用来碾压和撕扯的喙嘴结构，仅上颚末端有齿，类似某些早期偷蛋龙类。因此，该物种顾名思义可能是种机会主义的杂食动物，可以利用广泛的食物来源，而不像其它早期鸟类那样专门捕食小型动物。